# Драгана Томашевић
Драгана Томашевић (Сремска Митровица, 4. јун 1982) је српска атлетска репрезентативка у бацању диска.
Драгана Томашевић је чланица АК Сирмијум из Сремске Митровице. Тренер јој је Данило Кртинић. Најбољи резултат а уједно и државни рекорд 63,63 постигнут на Европском првенству 2006. у Гетеборгу 8. августа 2006. године
Поред диска повремено баца и куглу, где јој је лични рекорд 14,81 постигнут у Москви 30. маја 2004.
Учествовала је на Олимпијским играма 2004. где је у бацању диска заузела 20. место резултатом 54,44, и 2008 где је заузела 13. место резултатом 60,19.
На светском првенству у атлетици 2011. освојила је 7. место са резултатом 62,48 метара.
Учествовала је на Европском првенству у Хелсинкију 2012. године у бацању диска. Прошла је у финале резултатом 61,65 метара и у квалификацијама заузела 4. место. У финалу је освојила 9. место резултатом 58,34.